# Sun SPARC

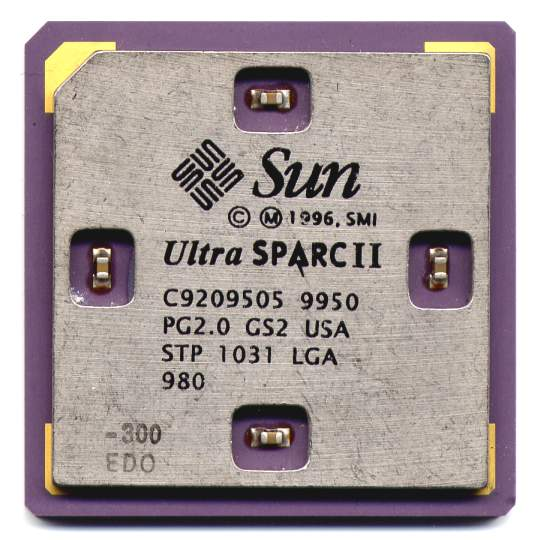
Sun UltraSparc II.

SPARC (del inglés Scalable Processor ARChitecture) es una arquitectura RISC big-endian. Es decir, una arquitectura con un conjunto de instrucciones reducidas.
Fue originalmente diseñada por Sun Microsystems en 1985, se basa en los diseños RISC I y II de la Universidad de California en Berkeley que fueron definidos entre los años 1980 y 1982.
La empresa Sun Microsystems diseñó esta arquitectura y la licenció a otros fabricantes como Texas Instruments, Cypress Semiconductor, Fujitsu, LSI Logic entre otros.
SPARC es la primera arquitectura RISC abierta y como tal, las especificaciones de diseño están publicadas, así otros fabricantes de microprocesadores pueden desarrollar su propio diseño. 
Una de las ideas innovadoras de esta arquitectura es la ventana de registros que permite hacer fácilmente compiladores de alto rendimiento y una significativa reducción de memoria en las instrucciones load/store en relación con otras arquitecturas RISC. Las ventajas se aprecian sobre todo en programas grandes.
La CPU SPARC está compuesta de una unidad de enteros (IU), que procesa la ejecución básica y una unidad de coma flotante (FPU) que ejecuta las operaciones y cálculos de números reales. La IU y la FPU pueden o no estar integradas en el mismo chip. 
Aunque no es una parte formal de la arquitectura, las computadoras basadas en sistemas SPARC de Sun Microsystems tienen una unidad de manejo de memoria (MMU) y un gran caché de direcciones virtuales (para instrucciones y datos) que están dispuestos periféricamente sobre un bus de datos y direcciones de 32 bits.

## Principales características
- Su característica distintiva es utilizar ventanas de registros.
- 32 registros de enteros de 32 bits.
- 16 registros de coma flotante de 64 bits (para el caso de doble precisión) que se pueden utilizar como 32 registros de 32 bits (para precisión simple).
- Modos de direccionamiento: 
  - Inmediato, (constantes de 13 bits).
  - Directo, (offset de 13 bits).
  - Indirecto, (registro + offset de 13 bits o registro + registro).
- Utiliza instrucciones retardadas (saltos, load y store ).
- Manejo de memoria:
  - Espacio virtual de 4 Gigabytes.
  - Unidad de manejo de memoria (MMU) que trabaja con páginas de tamaño configurable.

## Categorías de Instrucciones
La arquitectura SPARC tiene cerca de 50 instrucciones enteras, unas pocas más que el anterior diseño RISC, pero menos de la mitad del número de instrucciones enteras del 6800 de Motorola.
Las instrucciones de SPARC se pueden clasificar en cinco categorías:
- LOAD y STORE (la única manera de acceder a la memoria). Estas instrucciones usan dos registros o un registro y una constante para calcular la dirección de memoria a direccionar.

- Instrucciones Aritméticas/Lógicas/Shift. Ejecutan operaciones aritméticas, lógicas y de desplazamiento de bits. Estas instrucciones calculan el resultado si es una función de 2 operandos y guardan el resultado en un registro.

- Operaciones del Coprocesador. La IU extrae las operaciones de coma flotante desde las instrucciones del bus de datos y los coloca en la cola para la FPU. La FPU ejecuta los cálculos de coma flotante con un número fijo en unidad aritmética de coma flotante (el número es dependiente de la aplicación). Las operaciones de coma flotante son ejecutadas concurrentemente con las instrucciones de la IU y con otras operaciones de coma flotante cuando es necesario. La arquitectura SPARC también especifica una interfaz para la conexión de un coprocesador adicional.

- Instrucciones de Control de Transferencia. Estas incluyen jumps, calls, traps y branches. El control de transferencia es retardado usualmente hasta después de la ejecución de la próxima instrucción, así el pipeline no es vaciado porque ocurre un control de tiempo. De este modo, los compiladores pueden ser optimizados por ramas retardadas.

- Instrucciones de control de registros Read/Write. Estas instrucciones se incluyen para leer y grabar el contenido de varios registros de control. Generalmente la fuente o destino está implícito en la instrucción.

## Ventanas de registros
Un rasgo único caracteriza al diseño SPARC, es la ventana con solape de registros. El procesador posee mucho más que 32 registros enteros, pero presenta a cada instante 32. Una analogía puede ser creada comparando la ventana de registros con una rueda rotativa. Alguna parte de la rueda siempre está en contacto con el suelo; así al girarla tomamos diferentes porciones de la rueda (el efecto es similar para el overlap de la ventana de registros). El resultado de un registro se cambia a operando para la próxima operación, obviando la necesidad de una instrucción Load y Store extra.
Se acordó para la especificación de la arquitectura, poder tener 32 registros "visibles" divididos en grupos de 8.
- De r0 a r7, registros GLOBALES.
- De r7 a r15, registros SALIDA.
- De r15 a r23, registros LOCALES.
- De r24 a r31, registros ENTRADA.

Los registros globales son "vistos" por todas las ventanas, los locales son solo accesibles por la ventana actual y los registros de salida se solapan con los registros de entrada de la ventana siguiente (los registros de salida para una ventana deben ponerse como registros de entrada para la próxima, y deben estar en el mismo registro).
El puntero de ventana mantiene la pista de cual ventana es la actualmente activa. Existen instrucciones para "abrir" y "cerrar" ventanas, por ejemplo para una instrucción "call", la ventana de registros gira en sentido antihorario; para el retorno desde una instrucción "call", esta gira en sentido horario.
Una interrupción utiliza una ventana fresca, es decir, abre una ventana nueva. La cantidad de ventanas es un parámetro de la implementación, generalmente 7 u 8.
La alternativa más elaborada para circundar lentamente la ventana de registros es colocar los registros durante el tiempo de compilación. Para lenguajes como C, Pascal, etc., esta estrategia es difícil y consume mucho tiempo. Por lo tanto, el compilador es crucial para mejorar la productividad del programa.
"Recientes investigaciones sugieren que la ventana de registros, encontradas en los sistemas SPARC pero no en otras máquinas RISC comerciales, están en condiciones de proveer excelente rendimiento para lenguajes de desarrollo como Lisp y Smalltalk." (R. Blau, P.Foley, etc. 1984).

## Traps y Excepciones
El diseño SPARC soporta un set total de traps o interrupciones. Son manejados por una tabla que soporta 128 interrupciones de hardware y 128 traps de software. Sin embargo las instrucciones de coma flotante pueden ejecutarse concurrentemente con la instrucciones de enteros, los traps de coma flotante deben ser exactos porque la FPU provee (desde la tabla) las direcciones de las instrucciones que fracasan.

## Protección de memoria
Algunas instrucciones SPARC son privilegiadas y pueden ser ejecutadas únicamente mientras el procesador esta en modo supervisor. Estas instrucciones ejecutadas en modo protegido aseguran que los programas de usuario no sean accidentalmente alterados por el estado de la máquina con respecto a sus periféricos y viceversa. El diseño SPARC también proporciona protección de memoria, que es esencial para las operaciones multitarea. 
El SPARC tiene muchas similitudes con el diseño de Berkeley, el RISC II. Semejante al RISC II, él usa una ventana de registros para reducir el número de instrucciones Load y Store.

## SPARC según Sun Microsystems
Hasta hace poco, las arquitecturas RISC tenían un pobre rendimiento con respecto a los cálculos de coma flotante. Por ejemplo, el IBM 801 implementaba las operaciones de coma flotante por software. Los proyectos de Berkeley, RISC I y RISC II, superaban a una VAX 11/780 en cálculos enteros pero NO en aritmética de coma flotante. Esto también es cierto para el procesador de Stanford, el MIPS. Los sistemas SPARC, en cambio, son diseñados para un rendimiento óptimo en los cálculos de coma flotante y soportan precisión simple, doble y extendida en los operandos y en las operaciones como lo especifica la norma 754 del ANSI/IEEE del estándar sobre coma flotante.

El alto rendimiento en los cálculos de coma flotante resulta de la concurrencia de la IU y la FPU. La IU (Integer Unit) hace los "load" y "store" mientras la FPU (Floating Point Unit) ejecuta las operaciones y cálculos.
Los sistemas SPARC consiguen obtener velocidades elevadas como resultado del perfeccionamiento en las técnicas de fabricación de los chips.

El sistema SPARC entrega muy altos niveles de rendimiento. La flexibilidad de la arquitectura hace a los futuros sistemas capaces de obtener muchos mejores tiempos que el de la implementación inicial. Además, la arquitectura abierta hace esto posible por absorber los avances tecnológicos casi tan pronto como estos ocurren.
[cita requerida]

## Implementaciones

### SPARC
- Primera generación liberada en 1987.
- Frecuencias de reloj de 16 a 50 MHz.
- Diseño escalar.

### SUPER SPARC
- Segunda generación liberada en 1992.
- Frecuencias de reloj de 33 a 50 MHz.
- Diseño super escalar

### ULTRA SPARC II
- Lanzado a mediados de 1996.
- Arquitectura super escalar de 4 etapas y de 64 bits.
- Cinco unidades de coma flotante.
- Velocidades entre 250 y 300 MHz.

### Advanced Product Line (APL)
- Lanzado a mediados de 2004.
- Acuerdo comercial entre Sun Microsystems y Fujitsu
- Arquitectura super escalar compatible con en el diseño SPARC V9 de 64 bits.
- Velocidades entre 1,35 y 2,7 GHz.

Utilizado por Sun Microsystems, Cray Research, Fujitsu / ICL y otros.

## Especificaciones de los microprocesadores SPARC
Esta tabla contiene las especificaciones de ciertos procesadores SPARC: frecuencia (megahertz), versión de la arquitectura, año de lanzamiento, número de hilos (hilos por núcleo multiplicado por el número de núcleos), proceso de fabricación (nanómetros), número de transistores (millones), tamaño de la matriz (mm²), número de pines de entrada/salida, energía disipada (watts), voltaje y tamaños de las cachés de datos, instrucciones, L2 y L3 (kibibytes).
| Nombre                              | Modelo                          | Frecuencia (MHz) | Versión de Arq. | Año       | Total de hilos | Proceso (nm) | Transistores (millones) | Tamaño matriz (mm²) | Pines de ES | Consumo (W) | Voltaje (V)              | caché D L1 (KiB)   | caché I L1 (KiB)   | caché L2 (KiB) | cache L3 (KiB) |
| ----------------------------------- | ------------------------------- | ---------------- | --------------- | --------- | -------------- | ------------ | ----------------------- | ------------------- | ----------- | ----------- | ------------------------ | ------------------ | ------------------ | -------------- | -------------- |
| SPARC                               | (varios), incluyendo el MB86900 | 14,28–40         | V7              | 1987–1992 | 1×1=1          | 800–1300     | ~0,1–1.8                | --                  | 160–256     | --          | --                       | 0–128 (unificadas) | 0–128 (unificadas) | N/P            | N/P            |
| microSPARC I (Tsunami)              | TI TMS390S10                    | 40–50            | V8              | 1992      | 1×1=1          | 800          | 0,8                     | 225?                | 288         | 2,5         | 5                        | 2                  | 4                  | N/P            | N/P            |
| SuperSPARC I (Viking)               | TI TMX390Z50 / Sun STP1020      | 33–60            | V8              | 1992      | 1×1=1          | 800          | 3,1                     | --                  | 293         | 14,3        | 5                        | 16                 | 20                 | 0-2048         | N/P            |
| SPARClite                           | Fujitsu MB8683x                 | 66–108           | V8E             | 1992      | 1×1=1          | --           | --                      | --                  | 144, 176    | --          | 2,5/3,3V-5,0V, 2,5V-3,3V | 1, 2, 8, 16        | 1, 2, 8, 16        | N/P            | N/P            |
| hyperSPARC (Colorado 1)             | Ross RT620A                     | 40–90            | V8              | 1993      | 1×1=1          | 500          | 1,5                     | --                  | --          | --          | 5?                       | 0                  | 8                  | 128-256        | N/P            |
| microSPARC II (Swift)               | Fujitsu MB86904 / Sun STP1012   | 60–125           | V8              | 1994      | 1×1=1          | 500          | 2,3                     | 233                 | 321         | 5           | 3,3                      | 8                  | 16                 | N/P            | N/P            |
| hyperSPARC (Colorado 2)             | Ross RT620B                     | 90–125           | V8              | 1994      | 1×1=1          | 400          | 1,5                     | --                  | --          | --          | 3,3                      | 0                  | 8                  | 128-256        | N/P            |
| SuperSPARC II (Voyager)             | Sun STP1021                     | 75–90            | V8              | 1994      | 1×1=1          | 800          | 3,1                     | 299                 | --          | 16          | --                       | 16                 | 20                 | 1024-2048      | N/P            |
| hyperSPARC (Colorado 3)             | Ross RT620C                     | 125–166          | V8              | 1995      | 1×1=1          | 350          | 1,5                     | --                  | --          | --          | 3,3                      | 0                  | 8                  | 512-1024       | N/P            |
| TurboSPARC                          | Fujitsu MB86907                 | 160–180          | V8              | 1996      | 1×1=1          | 350          | 3,0                     | 132                 | 416         | 7           | 3,5                      | 16                 | 16                 | 512            | N/P            |
| UltraSPARC (Spitfire)               | Sun STP1030                     | 143–167          | V9              | 1995      | 1×1=1          | 470          | 3,8                     | 315                 | 521         | 30          | 3,3                      | 16                 | 16                 | 512-1024       | N/P            |
| UltraSPARC (Hornet)                 | Sun STP1030                     | 200              | V9              | 1998      | 1×1=1          | 420          | 5,2                     | 265                 | 521         | --          | 3,3                      | 16                 | 16                 | 512-1024       | N/P            |
| hyperSPARC (Colorado 4)             | Ross RT620D                     | 180–200          | V8              | 1996      | 1×1=1          | 350          | 1,7                     | --                  | --          | --          | 3.3                      | 16                 | 16                 | 512            | N/P            |
| SPARC64                             | Fujitsu (HAL)                   | 101–118          | V9              | 1995      | 1×1=1          | 400          | --                      | Multichip           | 286         | 50          | 3,8                      | 128                | 128                | --             | --             |
| SPARC64 II                          | Fujitsu (HAL)                   | 141–161          | V9              | 1996      | 1×1=1          | 350          | --                      | Multichip           | 286         | 64          | 3,3                      | 128                | 128                | --             | --             |
| SPARC64 III                         | Fujitsu (HAL) MBCS70301         | 250–330          | V9              | 1998      | 1×1=1          | 240          | 17,6                    | 240                 | --          | --          | 2,5                      | 64                 | 64                 | 8192           | --             |
| UltraSPARC IIs (Blackbird)          | Sun STP1031                     | 250–400          | V9              | 1997      | 1×1=1          | 350          | 5,4                     | 149                 | 521         | 25          | 2,5                      | 16                 | 16                 | 1024 or 4096   | none           |
| UltraSPARC IIs (Sapphire-Black)     | Sun STP1032 / STP1034           | 360–480          | V9              | 1999      | 1×1=1          | 250          | 5,4                     | 126                 | 521         | 21          | 1,9                      | 16                 | 16                 | 1024–8192      | N/P            |
| UltraSPARC IIi (Sabre)              | Sun SME1040                     | 270–360          | V9              | 1997      | 1×1=1          | 350          | 5,4                     | 156                 | 587         | 21          | 1,9                      | 16                 | 16                 | 256–2048       | N/P            |
| UltraSPARC IIi (Sapphire-Red)       | Sun SME1430                     | 333–480          | V9              | 1998      | 1×1=1          | 250          | 5,4                     | --                  | 587         | 21          | 1,9                      | 16                 | 16                 | 2048           | N/P            |
| UltraSPARC IIe (Hummingbird)        | Sun SME1701                     | 400–500          | V9              | 1999      | 1×1=1          | 180 Al       | --                      | --                  | 370         | 13          | 1,5-1,7                  | 16                 | 16                 | 256            | N/P            |
| UltraSPARC IIi (IIe+) (Phantom)     | Sun SME1532                     | 550–650          | V9              | 2000      | 1×1=1          | 180 Cu       | --                      | --                  | 370         | 17,6        | 1,7                      | 16                 | 16                 | 512            | N/P            |
| SPARC64 GP                          | Fujitsu SFCB81147               | 400–563          | V9              | 2000      | 1×1=1          | 180          | 30,2                    | 217                 | --          | --          | 1,8                      | 128                | 128                | 8192           | --             |
| SPARC64 GP                          | --                              | 600–810          | V9              | --        | 1×1=1          | 150          | 30,2                    | --                  | --          | --          | 1,5                      | 128                | 128                | 8192           | --             |
| SPARC64 IV                          | Fujitsu MBCS80523               | 450–810          | V9              | 2000      | 1×1=1          | 130          | --                      | --                  | --          | --          | --                       | 128                | 128                | 2048           | --             |
| UltraSPARC III (Cheetah)            | Sun SME1050                     | 600              | V9 / JPS1       | 2001      | 1×1=1          | 180 Al       | 29                      | 330                 | 1368        | 53          | 1,6                      | 64                 | 32                 | 8192           | N/P            |
| UltraSPARC III (Cheetah)            | Sun SME1052                     | 750–900          | V9 / JPS1       | 2001      | 1×1=1          | 130 Al       | 29                      | --                  | 1368        | --          | 1,6                      | 64                 | 32                 | 8192           | N/P            |
| UltraSPARC III Cu (Cheetah+)        | Sun SME1056                     | 1002–1200        | V9 / JPS1       | 2001      | 1×1=1          | 130 Cu       | 29                      | 232                 | 1368        | 80          | 1,6                      | 64                 | 32                 | 8192           | none           |
| UltraSPARC IIIi (Jalapeño)          | Sun SME1603                     | 1064–1593        | V9 / JPS1       | 2003      | 1×1=1          | 130          | 87,5                    | 206                 | 959         | 52          | 1,3                      | 64                 | 32                 | 1024           | N/P            |
| SPARC64 V (Zeus)                    | Fujitsu                         | 1100–1350        | V9 / JPS1       | 2003      | 1×1=1          | 130          | 190                     | 289                 | 269         | 40          | 1,2                      | 128                | 128                | 2048           | --             |
| SPARC64 V+ (Olympus-B)              | Fujitsu                         | 1650–2160        | V9 / JPS1       | 2004      | 1×1=1          | 90           | 400                     | 297                 | 279         | 65          | 1                        | 128                | 128                | 4096           | --             |
| UltraSPARC IV (Jaguar)              | Sun SME1167                     | 1050–1350        | V9 / JPS1       | 2004      | 1×2=2          | 130          | 66                      | 356                 | 1368        | 108         | 1,35                     | 64                 | 32                 | 16384          | N/P            |
| UltraSPARC IV+ (Panther)            | Sun SME1167A                    | 1500–2100        | V9 / JPS1       | 2005      | 1×2=2          | 90           | 295                     | 336                 | 1368        | 90          | 1,1                      | 64                 | 64                 | 2048           | 32768          |
| UltraSPARC T1 (Niagara)             | Sun SME1905                     | 1000–1400        | V9 / UA 2005    | 2005      | 4×8=32         | 90           | 300                     | 340                 | 1933        | 72          | 1,3                      | 8                  | 16                 | 3072           | N/P            |
| SPARC64 VI (Olympus-C)              | Fujitsu                         | 2150–2400        | V9 / JPS1       | 2007      | 2×2=4          | 90           | 540                     | 422                 | --          | 120         | --                       | 128x2              | 128x2              | 6144           | N/P            |
| UltraSPARC T2 (Niagara 2)           | Sun SME1908A                    | 1000–1600        | V9 / UA 2007    | 2007      | 8×8=64         | 65           | 503                     | 342                 | 1831        | 95          | 1,1–1,5                  | 8                  | 16                 | 4096           | N/P            |
| UltraSPARC T2 Plus (Victoria Falls) | Sun SME1910A                    | 1200–1600        | V9 / UA 2007    | 2008      | 8×8=64         | 65           | 503                     | 342                 | 1831        | -           | -                        | 8                  | 16                 | 4096           | N/P            |
| SPARC64 VII (Jupiter)               | Fujitsu                         | 2400–2880        | V9 / JPS1       | 2008      | 2×4=8          | 65           | 600                     | 445                 | --          | 150         | --                       | 64x4               | 64x4               | 6144           | N/P            |
| UltraSPARC "RK" (Rock)              | Sun SME1832                     | 2300             | V9 / --         | canceled  | 2×16=32        | 65           | ?                       | 396                 | 2326        | ?           | ?                        | 32                 | 32                 | 2048           | ?              |
| SPARC64 VIIIfx (Venus)              | Fujitsu                         | 2000             | V9 / JPS1       | 2009      | 1x8=8          | 45           | 760                     | 513                 | 1271        | 58          | ?                        | 32x8               | 32x8               | 6144           | N/P            |
| SPARC T3 (Rainbow Falls)            | Oracle/Sun                      | 1650             | V9 / UA _?_     | 2010      | 8×16=128       | 40           | ????                    | 371                 | ?           | 139         | ?                        | 8                  | 16                 | 6144           | none           |
| SPARC64 VII+ (Jupiter-E or M3)      | Fujitsu                         | 2667-3000        | V9 / JPS1       | 2010      | 2x4=8          | 65           | -                       | -                   | -           | 160         | -                        | 64x4               | 64x4               | 12288          | N/P            |
| MCST-4R                             | MCST (Russia)                   | 750-1000         | V9              | 2010      | 1x4=4          | 90           | 150                     | 115                 | -           | 15          | 1                        | 32                 | 16                 | 2048           | N/P            |
| SPARC T4 (Yosemite Falls)           | Oracle                          | 2850-3000        | V9 / OSA2011?   | 2011      | 8×8=64         | 40           | 855                     | 403                 | ?           | 240         | ?                        | 16x8               | 16x8               | 128x8          | 4096           |
| SPARC64 IXfx                        | Fujitsu                         | 1850             | V9 / JPS1?      | 2012      | 1x16=16        | 40           | 1870                    | 484                 | 1442        | 110         | ?                        | 32x16              | 32x16              | 12288          | N/P            |
| SPARC64 X                           | Fujitsu                         | ????-3000        | V9 / JPS        | 2012      | 2x16=32        | 28           | 2950                    | 587,5               | 1500        | ?           | ?                        | 64x16              | 64x16              | 24576          | N/P            |
| SPARC T5                            | Oracle                          | 3600             | V9 / OSA2011?   | 2013      | 8×16=128       | 28           | ?                       | ?                   | ?           | ?           | ?                        | 16x8               | 16x8               | 128x16         | 8192           |
| SPARC M5                            | Oracle                          | 3600             | V9 / OSA2011?   | 2013      | 8×6=48         | 28           | ?                       | ?                   | ?           | ?           | ?                        | 16x6               | 16x6               | 128x6          | 49152          |
| SPARC M6                            | Oracle                          | 3600             | V9 / OSA2011?   | 2013      | 8×12=96        | 28           | ?                       | ?                   | ?           | ?           | ?                        | 16x12              | 16x12              | 128x12         | 49152          |
| Nombre (codename)                   | Modelo                          | Frecuencia (MHz) | Versión Arq.    | Año       | Total de hilos | Proceso (nm) | Transistores (millions) | Tamaño matriz (mm²) | Pines de ES | Consumo (W) | Voltaje (V)              | caché D L1 (KiB)   | caché I L1 (KiB)   | caché L2 (KiB) | cache L3 (KiB) |

Notas:
1. 1 2  hilos por núcleo × número de núcleos
2. ↑  Varias implementaciones del SPARC V7 fueron producidas por Fujitsu, LSI Logic, Weitek, Texas Instruments y Cypress. Un procesador SPARC V7 generalmente consiste de varios CI discretos, usualmente comprendiendo una unidad de enteros (IU), una unidad de coma flotante (FPU), una unidad de gestión de memoria (MMU) y la memoria caché.
3. ↑  a 167 MHz
4. ↑  a 250 MHz
5. ↑  a 400 MHz
6. ↑  a 440 MHz
7. ↑  máximo a 500 MHz
8. ↑  a 900 MHz